# Arie van der Linden
Arie van der Linden (10 augustus 1952) is een voormalig Nederlands voetballer van onder meer Feyenoord.
Van der Linden begon met voetballen bij VV Papendrecht. In 1973 maakt de aanvaller de overstap naar Feyenoord. In het seizoen 1974-1975 debuteert hij namens de Rotterdammers. Een echte doorbraak blijft echter uit waarna Van der Linden in 1976 de overstap maakt naar Willem II dat destijds uitkwam in de eerste divisie. 
Van der Linden komt tot vier treffers in 26 optredens namens de Tilburgers. Een jaar later stapt hij over naar provinciegenoot FC Den Bosch. Voor de Bosschenaren treft hij drie keer doel in 19 wedstrijden. Na dit seizoen neemt hij afscheid van het betaalde voetbal en keert Van der Linden terug naar VV Papendrecht.